# فرودگاه سیلتز بی استیت
فرودگاه سیلتز بی استیت (به انگلیسی: Siletz Bay State Airport) یک فرودگاه همگانی است که یک باند فرود آسفالت دارد و طول باند آن ۱۰۰۶ متر است. این فرودگاه در کشور ایالات متحده آمریکا قرار دارد و در ارتفاع ۲۱ متری از سطح دریا واقع شده است.